# Esengoides fulvus
Esengoides fulvus är en stekelart som beskrevs av Donald L.J. Quicke 1989. Esengoides fulvus ingår i släktet Esengoides och familjen bracksteklar. Inga underarter finns listade i Catalogue of Life.